# Commutador (xarxa)

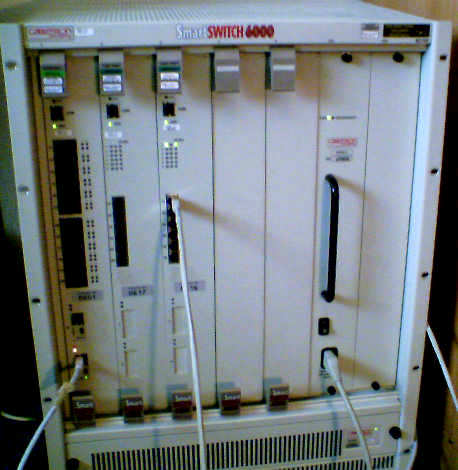
Un commutador amb 3 mòduls de xarxa i font d'alimentació, que dona servei a 24 ports Ethernet i 14 Fast Ethernet

Un commutador en xarxa (en anglès: network switch) és un aparell de xarxes que permet connectar equips en una xarxa. A diferència dels concentradors, per cada paquet que hi arriba, el commutador l'envia només al seu destí.

## Funcionament
El commutador ha de saber, per a cada cable que hi té connectat, a quina adreça MAC correspon cada un. Per fer-ho, internament guarda una taula de correspondències, que va actualitzant a mesura que li arriben paquets de nous ordinadors.
Quan no sap una adreça, utilitza una adreça de difusió (broadcast) per preguntar-la a tothom.

## Concentradors vs commutadors

### Seguretat
Com que només envien els paquets allà on toca (i no a tota la xarxa), els commutadors són en general més segurs que els concentradors. Però tot i així, són vulnerables a alguns atacs com (en anglès) "ARP spoofing" i "MAC flooding".

### Rendiment de la xarxa
Com que només envien els paquets allà on toca, cada tros (segment) de la xarxa connectat al commutador és un domini de col·lisions diferent, hi ha menys tràfic en cada segment (només el de les màquines d'aquell segment) i, per tant, es pot aconseguir un millor rendiment de la xarxa. En el cas d'un concentrador, tot és un mateix segment; amb les col·lisions i el tràfic de totes les màquines.

## Usos
Principalment, per connectar molts ordinadors a un sol port. És com un "lladre" elèctric per a cables LAN.
És comú que els encaminadors disposin d'un commutador incorporat, per poder connectar-hi més d'un ordinador.